# Пектораль із Товстої Могили
Пектораль із Товстої могили або Золота пектораль — пектораль (нагрудна прикраса) скіфського правителя IV століття до н. е.
Вага — 1148 г, діаметр — 30,6 см, зроблена із золота 958 проби. Техніки виготовлення: лиття за втраченою восковою моделлю, карбування, гравіювання, філігрань, паяння, інкрустація кольоровими емалями.
На думку вчених, пектораль була виготовлена грецькими майстрами-торевтами на замовлення скіфської знаті у другій чверті IV століття до н. е. в ювелірних майстернях Афін або Пантікапея.
Пектораль було виявлено о 14 годині 30 хвилин 21 червня 1971 під час археологічних досліджень центрального поховання у кургані скіфського періоду Товста Могила поблизу міста Покров Дніпропетровської області. Керівник експедиції — Борис Мозолевський, заступник керівника — Євген Черненко. Археологи виявили у двох поховальних гробницях численні золоті прикраси, серед яких була й пектораль. Її, разом із залізним мечем у піхвах, прикрашених золотою пластиною, залишками батога та горита, знайшли в короткому коридорі, що сполучав поховальну камеру із вхідною ямою.
Національний музей історії України оголосив 21 червня Днем пекторалі.

## Зображення на пекторалі

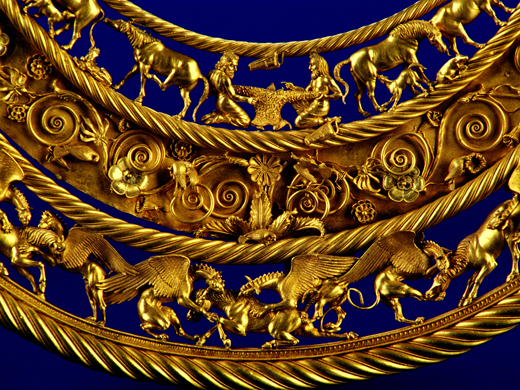
Фрагмент пекторалі

Золота пектораль з Товстої Могили є неперевершеним шедевром елліно-скіфського мистецтва. Пектораль місяцеподібної форми складається з трьох ярусів, відокремлених один від одного чотирма товстими порожнистими трубками у вигляді перевитого джгута, прикрашених псевдозерню. У верхньому ярусі представлено декілька окремих сцен. Головним сюжетом парадної нагрудної прикраси є центральна сцена верхнього ярусу, де двоє напівроздягнених чоловіків, розтягнувши хутро на руках, готуються до якогось таїнства. Ліворуч і праворуч від основної сцени стоять корови і коні з телятами, а за ними розташовані фігури скіфських слуг, один з яких доїть вівцю, а інший — корову, тримаючи в руках відповідно ліпний горщик і невелику амфору. У нижньому ярусі відображені різноманітні сцени терзання і полювання диких і фантастичних тварин. Середній фриз — фігури птахів серед пагонів аканта і квітів.
Верхній і нижній фризи пекторалі мере́жчаті. Фігурки людей і тварин на них виконані в техніці лиття за втраченою восковою моделлю. Це горельєфні скульптурки (плоскі тільки з внутрішнього боку). Середній фриз розміщений на тлі тонкої золотої місяцеподібної пластини, припаяної до двох середніх порожнистих трубок. Об'ємні фігури птахів прикріплені за допомогою штифтів серед пагонів. Пелюстки деяких квітів покриті кольоровою емаллю.
Кінці трубок у верхній частині пекторалі з'єднані плоскими трапецієподібними обоймами з трьома орнаментальними пасками (квіти лотоса і багатопроменеві пальмети, ови і вузенька перевита косичка). До них за допомогою штифтів прикріплені наконечники-застібки у вигляді головок левів і коротких стрічок складної плетінки. Останні з двох сторін вставлені у дві прямокутні обойми. Верхня прикрашена квітами лотоса з багатопроменевими пальметтами, нижня — стрічкою з квітів. До левової пащі припаяні по одному кільцю.
Згідно з інтерпретацією золотої пекторалі з кургану Товста Могила, її стилістики, різних образів і мотивів, а особливо семантики сюжетів, розроблено чимало концепцій і гіпотез.
Зберігається у Скарбниці Національного музею історії України у Києві і належить до Історичного фонду дорогоцінних металів і дорогоцінного каміння України.

## Відображення у культурі

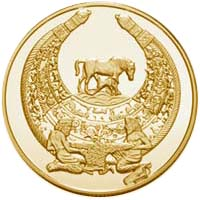
Монета НБУ присвячена пекторалі

Національний банк України у 2003 році викарбував золоту монету «Пектораль» з серії «Духовні скарби України».